# Great Ryburgh
Great Ryburgh är en by i civil parish Ryburgh, i distriktet North Norfolk, i grevskapet Norfolk i England. Byn är belägen 4 km från Fakenham. Great Ryburgh var en civil parish fram till 1987 när blev den en del av Ryburgh. Civil parish hade 484 invånare år 1961. Byn nämndes i Domedagsboken (Domesday Book) år 1086, och kallades då Ferseuella/Feru(ess)ella.